# سن لورنزو، پاراگوئه
سن لورنزو (به اسپانیایی: San Lorenzo) شهری در کشور پاراگوئه، بخش مرکزی است که جمعیت آن در سرشماری سال ۲۰۰۸ میلادی ۲۷۱٬۰۶۴ نفر بوده‌است.